# Saw (filmová série)

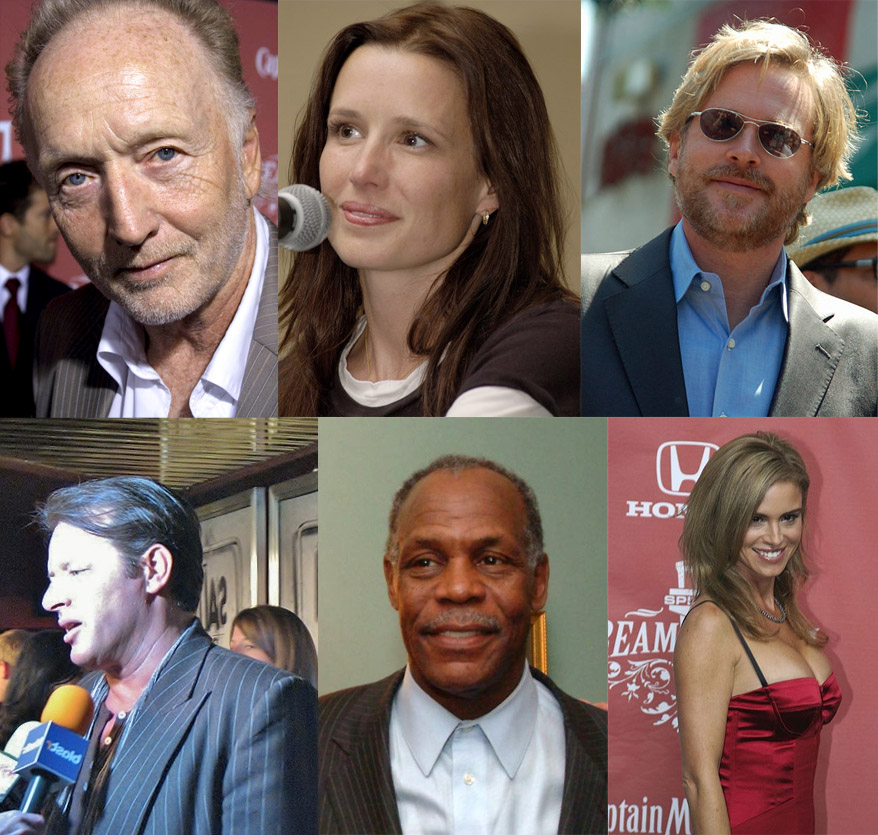
Hlavní herci zleva nahoře: Tobin Bell, Shawnee Smithová, Cary Elwes, Costas Mandylor, Danny Glover a Betsy Russellová.

Saw je série celkem desíti filmů natočených mezi lety 2004–2023, započatou filmem Saw: Hra o přežití od režiséra Jamese Wana. Filmy byly inspirací pro vytvoření počítačových her či parodizaci ve filmu Scary Movie 4 nebo v seriálu Simpsonovi.
Prvnímu filmu Saw: Hra o přežití předchází krátkometrážní snímek Saw z roku 2003, který byl natočen jako námět pro producenty filmu z roku 2004, kterým se tento nápad zalíbil a investovali tak do výroby peníze.
Celosvětově nejvýdělečnější z filmů série je třetí díl Saw 3 z roku 2006 režiséra Darrena Lynn Bousmana. Ve Spojených státech se nejvýdělečnějším stal druhý film Saw 2 z roku 2005 a v České republice to byl sedmý film Saw 3D z roku 2010 režiséra Kevina Greuterta, který byl taktéž nejnákladnějším filmem.
Na konci roku 2013 bylo oznámeno, že série sedmým dílem nekončí a připravuje se díl osmý (Jigsaw), který vyšel v roce 2017. O čtyři roky vyšel devátý díl Spirála strachu: Saw pokračuje, ani jedno z pokračování se však nesetkalo s výrazným diváckým přijetím. Desáté pokračování série Saw X mělo premiéru v září 2023 a v hlavní roli se vrátil opět vrátit Tobin Bell jako John Kramer.

## Seznam filmů
| Film                           | Režie                          | Rozpočet       | Tržby v Česku | Tržby v USA    | Tržby celosvětově |
| ------------------------------ | ------------------------------ | -------------- | ------------- | -------------- | ----------------- |
| Saw: Hra o přežití             | James Wan                      | 1 200 000 USD  | 54 335 USD    | 55 185 045 USD | 103 096 345 USD   |
| Saw 2                          | Darren Lynn Bousman            | 4 000 000 USD  | 162 378 USD   | 87 039 965 USD | 147 748 505 USD   |
| Saw 3                          | Darren Lynn Bousman            | 10 000 000 USD | 306 299 USD   | 80 238 724 USD | 164 874 275 USD   |
| Saw 4                          | Darren Lynn Bousman            | 10 000 000 USD | 255 636 USD   | 63 300 095 USD | 139 352 633 USD   |
| Saw 5                          | David Hackl                    | 10 800 000 USD | 265 450 USD   | 56 746 769 USD | 113 864 059 USD   |
| Saw 6                          | Kevin Greutert                 | 11 000 000 USD | 162 047 USD   | 27 693 292 USD | 68 233 629 USD    |
| Saw 3D                         | Kevin Greutert                 | 20 000 000 USD | 580 755 USD   | 45 710 178 USD | 136 150 434 USD   |
| Jigsaw                         | Michael Spierig, Peter Spierig | 10 000 000 USD | 351 037 USD   | 38 052 832 USD | 102 952 888 USD   |
| Spirála strachu: Saw pokračuje | Darren Lynn Bousman            | 20 000 000 USD | 67 738 USD    | 23 216 862 USD | 40 618 920 USD    |
| Saw X                          | Kevin Greutert                 | 13 000 000 USD |               |                |                   |
| Saw XI (přípravovaný)          | Kevin Greutert                 |                |               |                |                   |